# Stowarzyszenie Techników Polskich w Wielkiej Brytanii
Stowarzyszenie Techników Polskich w Wielkiej Brytanii (STP) (ang. Association of Polish Engineers in Great Britain) – polonijna organizacja naukowo-techniczna zrzeszająca osoby i instytucje związane z inżynierią, techniką i nauką prowadzące działalność na obszarze Wielkiej Brytanii. 
Stowarzyszenie założone zostało w 1940 roku w Londynie. Misją Stowarzyszenia jest wspieranie rozwoju zawodowego i osobistego członków, działalność szkoleniowa i edukacyjna, popularyzacja nauki, inżynierii i techniki oraz integracja polonijnego środowiska naukowo-technicznego w Wielkiej Brytanii. STP współpracuje z innymi organizacjami naukowo-technicznymi w Wielkiej Brytanii, Polsce i na świecie. Stowarzyszenie jest członkiem Naczelnej Organizacji Technicznej (NOT) w Polsce, Europejskiej Federacji Polonijnych Stowarzyszeń Naukowo-Technicznych (EFPSNT) oraz posiada status stowarzyszeniowy w brytyjskim Engineering Council.
Stowarzyszenie jest zarejestrowane w Wielkiej Brytanii jako organizacja pożytku publicznego w Charity Commission pod numerem 1181306.

## Historia
Pierwsze zebranie Stowarzyszenia odbyło się we wrześniu 1940 roku w budynku Ogniska Polskiego w Londynie. Pierwotnym celem Stowarzyszenia było zespolenie potencjału polskich sił technicznych w celu wsparcia zwycięstwa wojennego nad hitlerowskimi Niemcami. Od roku 1942 misja STP poszerzona została o zagadnienia edukacji, wspierając w kolejnych latach powstanie i funkcjonowanie Polskiej Politechniki przekształconej później w Polish University College Association Limited (PUCAL). W 1963 roku Stowarzyszenie było jednym z inicjatorów budowy Polskiego Ośrodka Społeczno-Kulturalnego (POSK), gdzie od 1977 roku ma w użytkowaniu własne pomieszczenie. W kolejnych dekadach powojennych STP kontynuowało swoją pierwotną misję skupiając się na działalności edukacyjnej, oświatowej, konferencyjnej oraz integracji polskiego środowiska naukowo-technicznego w Wielkiej Brytanii.
Od lat 90. nastąpił okres przeobrażeń i dalszego rozwoju Stowarzyszenia będących efektem transformacji polityczno-gospodarczej jaka nastąpiła w Europie po roku 1989. W roku 2000, z okazji 60 rocznicy utworzenia STP, odbył się w Londynie zjazd polonijnych organizacji technicznych z Europy i USA. W 2003 roku uruchomiona została strona internetowa Stowarzyszenia oraz projekt cyklicznych wykładów popularnonaukowych Czwartek4You. W roku 2004 w Londynie z udziałem STP oraz polonijnych stowarzyszeń naukowo technicznych z Austrii, Niemiec i Francji zainaugurowano powołanie Europejskiej Federacji Polonijnych Stowarzyszeń Naukowo-Technicznych (EFPSNT). W kolejnych latach STP rozwinęło działalność edukacyjną uwiecznioną powołaniem w 2008 roku Akademii Technicznej oferującej kursy i szkolenia służące podnoszeniu kwalifikacji i zdobywaniu nowych umiejętności zawodowych. W 2010 roku z okazji 70 rocznicy powstania Stowarzyszenia pod patronatem ówczesnego przewodniczącego Parlamentu Europejskiego i współudziale delegacji z Polski i świata odbyła się konferencja dotycząca historii STP. W roku 2014 i 2015 z inicjatywy Stowarzyszenia odbyła się w Londynie międzynarodowa konferencja BIM (Building Information Modelling) dla Polski, w której udział wzięli przedstawiciele organizacji technicznych, rządowych, uczelni wyższych oraz firm projektowych i wykonawczych. Działalność oświatowa Stowarzyszenia poszerzona została w roku 2016 o projekt dotyczący promocji nauki i techniki w polskich szkołach sobotnich. W 2019 roku STP uzyskało status członka stowarzyszonego w Engineering Council.
W latach 1958–2008 Stowarzyszenie wydawało periodyk Technika i Nauka, w którym zamieszczane były oryginalne artykuły, rozprawy naukowe, raporty i recenzje, a także przedruki artykułów z innych czasopism.

## Obszary działalności
- Czwartki 4 You – comiesięcznie spotkania STP, podczas których zaproszeni goście przedstawiają tajniki swojej pracy zawodowej oraz najnowsze trendy w nauce i technice.
- Program mentoringowy – umożliwia wsparcie rozwoju kariery zawodowej poprzez pomoc w rozwiązaniu problemów zawodowych, dzielenie się wiedzą i doświadczeniem przez starszych członków, pozyskanie referencji itp.
- TechAcademy – prowadzi kursy i szkolenia wspomagające w poszerzaniu kwalifikacji zawodowych i zdobywaniu nowych umiejętności.
- BIM dla Polski – promowanie wiedzy i wykorzystywania technologii BIM (Building Information Modelling) w Polsce.
- Popularyzacja nauki – prowadzenie warsztatów oraz wykładów dla dzieci i młodzieży w polskich szkołach sobotnich oraz polskich domach kultury w Wielkiej Brytanii.
- Integracyjne spotkania towarzyskie – spotkania świąteczne, integracyjne[6][7].

## Prezesi STP[3][8]
- 1940–1941 prof. dr inż. Stanisław Płużański
- 1941–1942 inż. J Barcikowski
- 1942–1944 prof. inż. Feliks Olszak
- 1944–1950 inż. Józef Zenon Różański
- 1950–1952 inż. Antoni Wasiutyński
- 1952–1954 inż. Marian A. Batkowski
- 1954–57 / 1958–60 prof. dr inż. Roman Wajda
- 1957–58 / 1970–71 inż. Henryk M. Hajducki
- 1961–1962 inż. Czesław Woyno
- 1962–1663 dr inż. Stanisław Karol Liszka
- 1963-66 / 1967-70 dr inż. Stanisław Wyrobek
- 1966–1967 inż. Zbigniew Świdziński
- 1972–1973 inż. Jerzy S. Kucięba
- 1973–1975 prof. dr inż. M. Sas-Skowroński
- 1975–1980 inż. Jerzy Anatol Reicher
- 1980–1981 gen. dypl. inż. Jerzy P. Morawicz
- 1981–1985 inż. Jerzy P. Baraniecki
- 1985–1988 dr inż. Jan Dzienisiewicz
- 1988–2000 inż. Adam Ostrowski
- 2000-04 / 2009-12 prof. dr inż. Ryszard Chmielowiec
- 2004–2006 dr inż. Andrzej Fórmaniak
- 2006–2009 mgr inż. Krzysztof Ruszczyński
- 2012–2015 mgr inż. Piotr Dudek
- 2015–2018 dr inż. Marian Zastawny
- 2018–2021 mgr inż. Piotr Świeboda
- 2021–mgr inż. Anna Kopyto

## Członkowie honorowi
- prof. dr inż. Olgierd Zienkiewicz
- prof. dr inż. Stanisław Z. Makowski
- inż. Jerzy Płoszajski
- inż. Czesław Woyno
- mgr inż. Kazimierz Wawrzyniak
- Prezydent Ryszard Kaczorowski
- mgr inż. Kazimierz Mochliński
- mgr inż Janusz Zastocki
- EurEng. Ryszard Gabrielczyk
- inż. Adam Ostrowski
- dr inż. Jan Starczewski
- dr Jan Mokrzycki
- inż. Jerzy Habdank-Toczyski
- prof. dr inż. Jerzy Buzek
- prof. dr inż. Michał Kleiber
- mgr Ewa Mankiewicz-Cudny
- prof. dr inż. Ryszard Chmielowiec
- prof. dr inż. Janusz Romański
- prof. arch. inż. Włodzimierz Bronic-Czerechowski
- prof. dr inż. Mirosław Wyszyński
- dr inż. Andrzej Fórmaniak
- dr Jan Tarczyński
- dr Zbigniew A. Szydło[9]